# Viviana Chávez
Viviana Chávez (Astica, provincia de San Juan (Argentina), 28 de mayo de 1987) es una corredora de larga distancia y maratonista argentina.
La atleta argentina originaria de Astica, un pueblo de la provincia de San Juan, de unos setecientos habitantes, que comenzó a correr en el año 2010, ha tenido como entrenador a Darío Núñez y trabaja como profesora de Educación Física. En abril de 2016 clasificó para la Maratón de Róterdam, obteniendo un tiempo de 2ː38'20" -por abajo de los 2ː39'00", la marca exigida por la Confederación Argentina de Atletismo (CADA)-, asegurando su participación en la maratón de los Juegos Olímpicos de Río de Janeiro 2016.

## Mejores marcas personales[7][2]
| Prueba            | Tiempo   | Lugar                   | Fecha                    |
| ----------------- | -------- | ----------------------- | ------------------------ |
| 1.500 m.          | 4:28.04  | Buenos Aires, Argentina | 28 de septiembre de 2013 |
| 3000 m            | 9:51.6h  | Córdoba, Argentina      | 21 de febrero de 2015    |
| 5000 m            | 16:33.7h | Córdoba, Argentina      | 27 de febrero de 2015    |
| 10 000 m          | 35:01.73 | Rosario, Argentina      | 27 de abril de 2014      |
| 10 km en ruta     | 33:54    | Viedma, Argentina       | 22 de septiembre de 2013 |
| 15 km en ruta     | 59:38    | Buenos Aires, Argentina | 5 de agosto de 2012      |
| 10 Milles en Ruta | 59:55    | Chilecito, Argentina    | 18 de febrero de 2012    |
| Mitja Marató      | 1:15:20  | Buenos Aires, Argentina | 7 de junio de 2015       |
| Marató            | 2:38:27  | Róterdam, Países Bajos  | 10 de abril de 2016      |